# Elberfeld (Indiana)
Elberfeld – miasto w Stanach Zjednoczonych, w stanie Indiana, w hrabstwie Warrick.